# Timia nigriantennata
Timia nigriantennata är en tvåvingeart som beskrevs av Zaitzev 1982. Timia nigriantennata ingår i släktet Timia och familjen fläckflugor.
Artens utbredningsområde är Mongoliet. Inga underarter finns listade i Catalogue of Life.